# Sally in Our Alley (film 1916 Trimble)
Sally in Our Alley è un film muto del 1916 diretto da Laurence Trimble.

## Produzione
Il film fu prodotto dalla Florence Turner Productions.

## Distribuzione
Nel Regno Unito, il film - un mediometraggio di 40 minuti - fu distribuito dalla Ideal, uscendo nelle sale britanniche nel febbraio 1916.
Non si conoscono copie ancora esistenti della pellicola che viene considerata presumibilmente perduta.